# Working Love
Pour les articles homonymes, voir Side Effects.

Working Love (Side Effects) est un film américain réalisé par Kathleen Slattery-Moschkau et sorti en salles le 9 septembre 2005.

## Synopsis
Karly est la parfaite executive woman américaine. Voilà dix ans qu’elle bosse dur pour une grande compagnie pharmaceutique aux intentions des plus cyniques. C’est alors qu’elle croise la route d’un charmant jeune homme qui va tenter de lui ouvrir les yeux. A l’heure des choix, Karly écoutera-t-elle son cœur ?

## Fiche technique
- Titre original : Side Effects
- Réalisation et scénario : Kathleen Slattery-Moschkau
- Musique : Ralph Bruner, John Tanner
- Image : Carl F. Whitney
- Montage : Dan Kattman
- Distribution des rôles : Dorian Dunas, Jody Reiss
- Direction artistique : Jen Seibold
- Création des costumes : Kristina Christensen
- Productrices : Kathleen Slattery-Moschkau et Holly Mosher
- Producteurs exécutifs : Katherine Heigl et David Shoshan
- Producteur associé : Dan Kattman
- Sociétés de production : Mo Productions
- Format : 1.78:1 - Couleur (Technicolor)
- Pays :  États-Unis
- Langue : anglais
- Genre : Comédie sentimentale
- Durée : 90 minutes

## Distribution
- Katherine Heigl (VF : Charlotte Marin) : Karly Hert
- David Ames : Docteur Jakobs
- John Apple : Plant Manager
- Ron Baumgartner : Homme d'affaires de Plant
- Sandy Adell : Docteur Jones
- Lucian McAfee : Zack
- Christopher Karbo (VF : Adrien Solis[1]) : Dr. Feinstein
- Temecka Harris (VF : Nathalie Bienaimé[1]) : Grace